# ویاچسلاو گایزر
ویاچِسلاو گایزر (روسی: Вячеслав Михайлович Гайзер؛ زادهٔ ۲۸ دسامبر ۱۹۶۶) سیاست‌مدار اهل اتحاد جماهیر شوروی سوسیالیستی سابق است که در جمهوری کومی خدمت کرده است.